# Sefyrliljesläktet
Sefyrliljesläktet (Zephyranthes) är ett växtsläkte i familjen amaryllisväxter med ca 70 arter från södra USA till Sydamerika. Utöver detta finns ett stort antal hybrider och framodlade kultivarer.
Alla arter i släktet utgörs av perenna örter med lök. Bladen är smala, bandlika, och blomstjälken ihålig. Blommorna ensamma, stödda av ett stödblad som vanligen är kluvet i toppen. Blommorna kan vara vita, gula eller rosa i olika kombinationer. Alla ståndare är lika långa, och mer eller mindre raka.

## Systematik
Släktets typart är Zephyranthes atamasco. Sefyrliljorna förväxlas ofta med väpnarliljorna (Habranthus), men det senare har oliklånga ståndare som böjer sig uppåt. Tillsammans med väpnarliljesläktet och jakobsliljesläktet har sefyrliljorna bildat en undertribus, Zephyranthinae, under tribus Hippeastreae, men systematiken är fortfarande oklar. Senare tids forskning tyder på att släktet är polyfyletiskt och egentligen består av tre olika grupper utan nära släktskap. Likheten mellan de tre gruppern beror på konvergent evolution, snarare än att de skulle ha ett gemensamt ursprung . Arten med det svenska namnet gul sefyrlilja förs till vulkanliljesläktet (Pyrolirion).

## Etymologi
Släktnamnet kommer av grekiskans zephyros (zέφυρος), 'mild västanvind', och anthos (ἄνθος) som betyder 'blomma'. Namnet betyder alltså ungefär "blomma som vajar för den milda västanvinden", syftande på de tunna blomstjälkarna.

## Odling
Arterna odlas i väldränerad, näringsrik jord i stora krukor och får gärna stå tätt tillsammans. De planteras i februari med lökspetsen ovan jord. De behöver en ljus placering men skydd mot starkt solljus. Jorden bör hållas jämnt fuktig, men inte våt. Regelbunden näring bör ges under hela tillväxtperioden. De flesta arter vilar mer eller mindre helt torrt under vintern. Under tillväxtperioden är ca 20 °C en lämplig temperatur, under viloperioden 8–12 °C. Några arter tål tillfälligt några frostgrader. Förökas vanligen genom delning av bestånden.

## Dottertaxa tillZephyranthes, i alfabetisk ordning[4]
- Zephyranthes albiella
- Zephyranthes albolilacinus
- Zephyranthes americana
- Zephyranthes amoena
- Zephyranthes andina
- Zephyranthes atamasco
- Zephyranthes bella
- Zephyranthes bifolia
- Zephyranthes brevipes
- Zephyranthes breviscapa
- Zephyranthes briquetii
- Zephyranthes candida
- Zephyranthes capivarina
- Zephyranthes cardinalis
- Zephyranthes carinata
- Zephyranthes cearensis
- Zephyranthes chlorosolen
- Zephyranthes chrysantha
- Zephyranthes ciceroana
- Zephyranthes citrina
- Zephyranthes clintiae
- Zephyranthes concolor
- Zephyranthes crociflora
- Zephyranthes cubensis
- Zephyranthes depauperata
- Zephyranthes dichromantha
- Zephyranthes diluta
- Zephyranthes drummondii
- Zephyranthes elegans
- Zephyranthes erubescens
- Zephyranthes filifolia
- Zephyranthes flavissima
- Zephyranthes fluvialis
- Zephyranthes fosteri
- Zephyranthes fragrans
- Zephyranthes gracilis
- Zephyranthes gratissima
- Zephyranthes guatemalensis
- Zephyranthes hondurensis
- Zephyranthes howardii
- Zephyranthes insularum
- Zephyranthes jonesii
- Zephyranthes katheriniae
- Zephyranthes lagesiana
- Zephyranthes latissimifolia
- Zephyranthes leucantha
- Zephyranthes lindleyana
- Zephyranthes longistyla
- Zephyranthes macrosiphon
- Zephyranthes mesochloa
- Zephyranthes microstigma
- Zephyranthes minima
- Zephyranthes minuta
- Zephyranthes miradorensis
- Zephyranthes moctezumae
- Zephyranthes modesta
- Zephyranthes morrisclintii
- Zephyranthes nelsonii
- Zephyranthes nervosa
- Zephyranthes nymphaea
- Zephyranthes orellanae
- Zephyranthes paranaensis
- Zephyranthes plumieri
- Zephyranthes primulina
- Zephyranthes proctorii
- Zephyranthes pseudocolchicum
- Zephyranthes puertoricensis
- Zephyranthes pulchella
- Zephyranthes purpurella
- Zephyranthes refugiensis
- Zephyranthes reginae
- Zephyranthes rosalensis
- Zephyranthes rosea
- Zephyranthes sessilis
- Zephyranthes simpsonii
- Zephyranthes smallii
- Zephyranthes stellaris
- Zephyranthes subflava
- Zephyranthes susatana
- Zephyranthes traubii
- Zephyranthes treatiae
- Zephyranthes tucumanensis
- Zephyranthes uruguaianica
- Zephyranthes versicolor
- Zephyranthes wrightii
- Zephyranthes yaviensis

## Bildgalleri

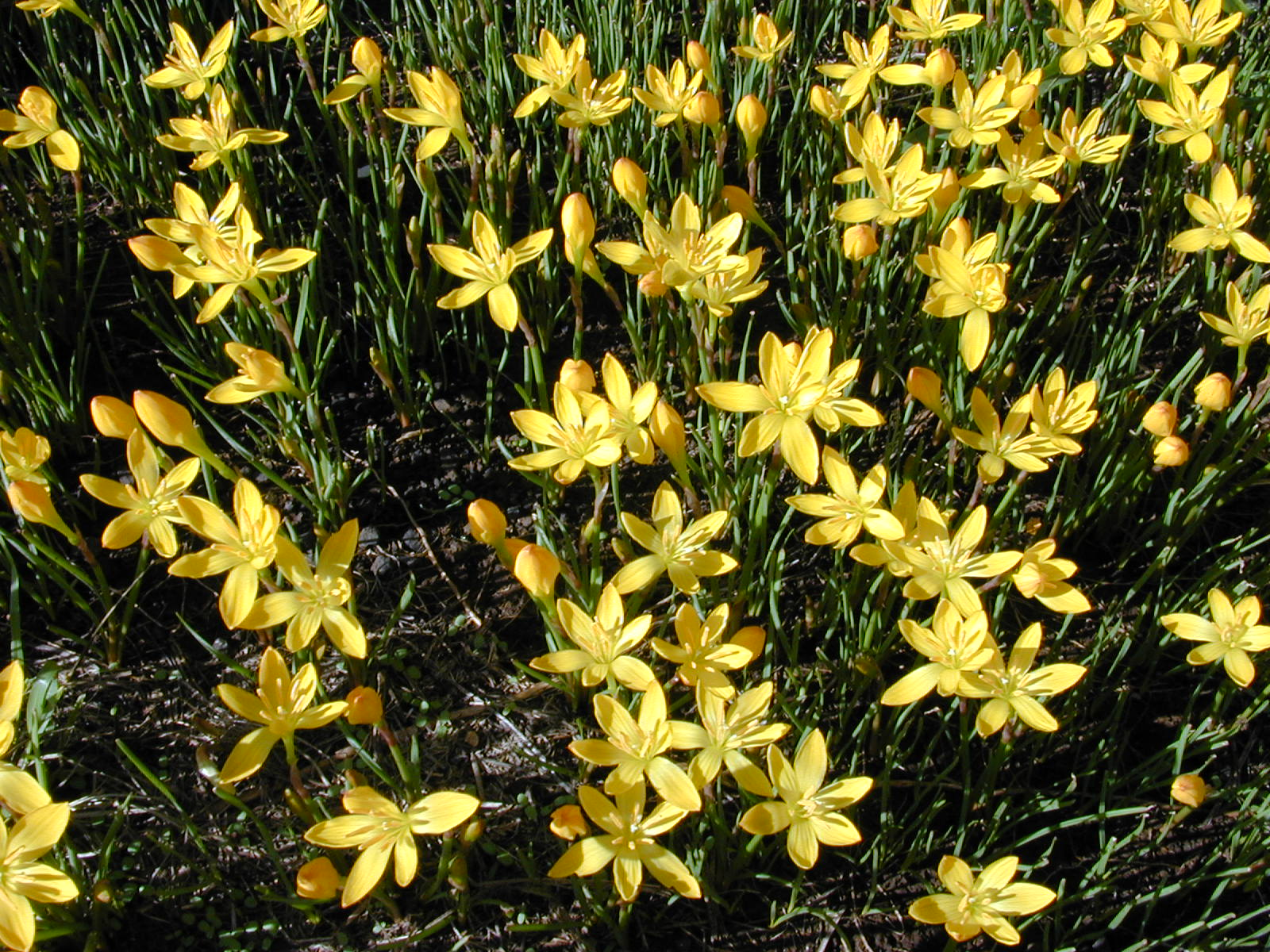
Z. citrina
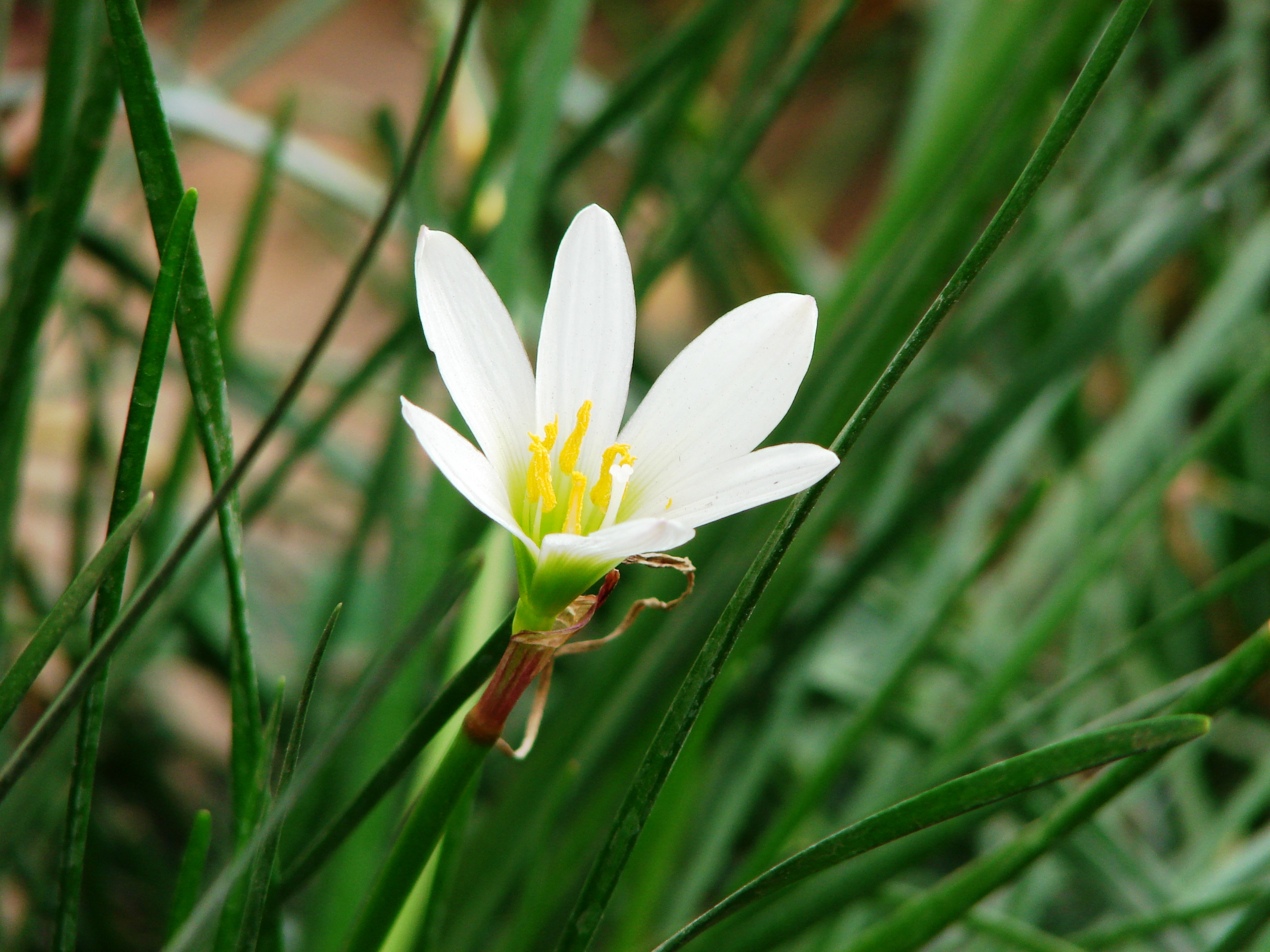
Z. candida
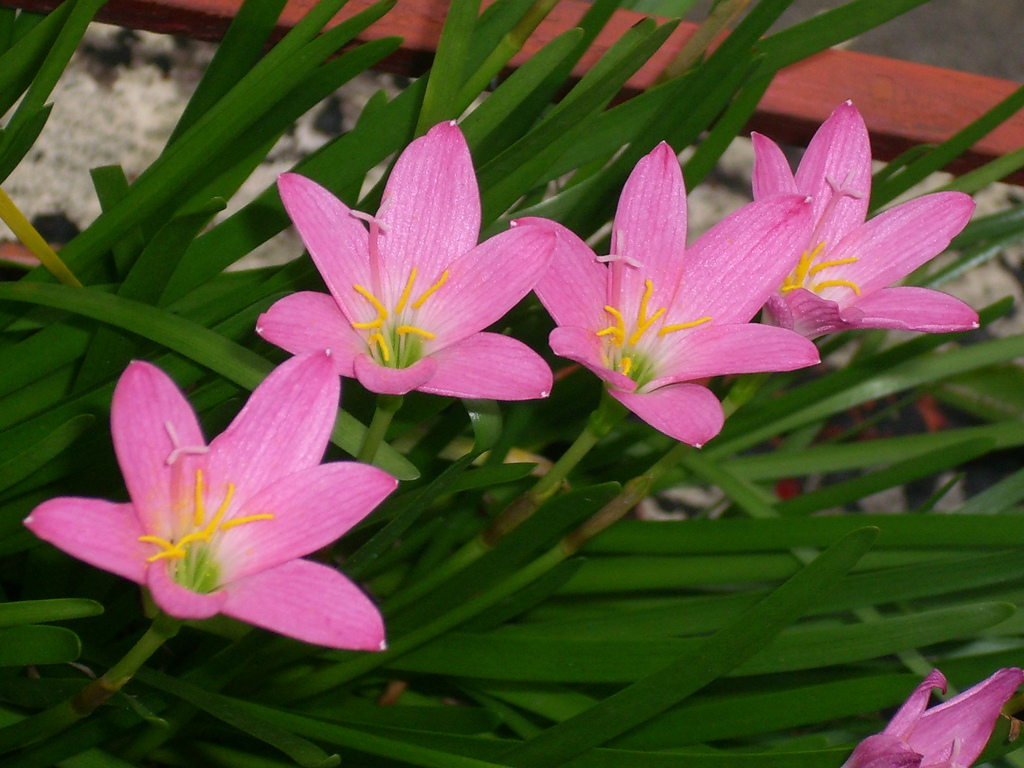
Z. rosea